# Bunji (prénom)
Bunji (ぶんじ) est un prénom japonais masculin.

## Personnalités
- Bunji Kimura, footballeur japonais
- Haruo Minami, chanteur japonais (né Bunji Kitazume)
- Bunji Sakita, physicien théoricien nippo-américain
- Bunji Yoshiyama, pilote de chasse du Service aérien de l'Armée impériale japonaise